# 埼玉新聞栄冠賞
埼玉新聞栄冠賞（さいたましんぶんえいかんしょう）は、埼玉県浦和競馬組合が浦和競馬場ダート2000mで施行する地方競馬の重賞（SIII）競走。正式名称は「埼玉新聞杯 埼玉新聞栄冠賞」。
2007年度までは「埼玉新聞杯」の名称で施行していたが、2008年度からはテレビ埼玉杯と共に競走名が変更され、2008年3月に「埼玉新聞杯 埼玉栄冠賞」へ変更されたのち、2012年より現名称となった。
副賞は、埼玉県浦和競馬組合管理者賞、（一社）埼玉県馬主会会長賞、関東地方公営競馬協議会賞、埼玉新聞社賞、また生産牧場賞がある（2024年）。

## 概要
1991年にダート1900mの重賞として創設。2020年まで施行距離は変更されていなかったが、2021年よりダート1900mからダート2000mに変更されることになった。創設当初は5月開催、その後1997年のみ4歳(現3歳)馬限定の重賞として10月に施行された。翌1998年には再び4歳以上に出走資格が変更された上で年末に施行時期を移し、2005年からは10月開催で施行されている。10月開催移行後は、JBC競走に向かう南関東所属にとっては最後のステップ重賞となっている。また同競馬場、同コースで施行される浦和記念のステップ競走と位置づけられており、優勝馬には浦和記念の優先出走権が付与される。

### 条件・賞金等（2024年）
出走資格
サラブレッド系3歳以上、南関東所属馬。
負担重量
別定。A1級56kg、A2級以下54kg、3歳馬2kg減、牝馬2kg減（南半球産3歳2kg減）（クラス分けに関しては日本の競馬の競走体系を参照。）。
- 令和4年10月23日から本年10月11日までのGI・JpnI競走1着馬は3kg、GII・JpnII競走及びSI競走1着馬は2kg、GIII・JpnIII競走及びSII競走1着馬は1kg加増される（ただし、2歳・3歳限定競走の成績を除く）。
- 令和4年10月22日以前のGI・JpnI競走1着馬は2kg、GII・JpnII競走及びSI競走1着馬は1kg加増される（ただし、2歳・3歳限定競走の成績を除く）。

優先順位
- 東京記念の上位5着以内の馬に優先出走権がある。

賞金額
1着1,300万円、2着455万円、3着260万円、4着130万円、5着65万円。
優先出走権付与
優勝馬に浦和記念の優先出走権が付与される。

## 歴史
- 1991年 - 創設。
- 1992年
  - パワーデイクターが史上初の連覇。
  - 田部和廣が騎手として史上初の連覇。
  - 矢熊壽が調教師として史上初の連覇。
- 1993年
  - パワーデイクターが史上初の3連覇。
  - 田部和廣が騎手として史上初の3連覇。
  - 矢熊壽が調教師として史上初の3連覇。
- 1996年
  - 南関東G3に格付けされる。
  - 石崎隆之が騎手として史上2人目の連覇。
- 1997年
  - この年のみ4歳馬限定の重賞として行われる。
  - 石崎隆之が騎手として史上2人目の3連覇。
- 2001年 - 馬齢表記の変更に伴い、出走条件を旧4歳以上から3歳以上に変更。
- 2007年
  - 南関東重賞格付け表記をSIIIに変更。
  - 内田博幸が騎手として史上3人目の連覇。
  - 川島正行が調教師として史上2人目の連覇。
- 2008年 - 競走名を「埼玉栄冠賞」に変更。
- 2012年 - 競走名を「埼玉新聞栄冠賞」に変更。
- 2021年 - 施行距離を2000mに変更。

## 歴代優勝馬
| 回数   | 施行年月日     | 優勝馬             | 性齢 | 所属 | タイム | 優勝騎手   | 管理調教師 | 馬主                                 |
| ------ | -------------- | ------------------ | ---- | ---- | ------ | ---------- | ---------- | ------------------------------------ |
| 第1回  | 1991年5月22日  | パワーデイクター   | 牡5  | 船橋 | 2:00.0 | 田部和廣   | 矢熊壽     | 潤間力夫                             |
| 第2回  | 1992年5月14日  | パワーデイクター   | 牡6  | 船橋 | 2:00.7 | 田部和廣   | 矢熊壽     | 潤間力夫                             |
| 第3回  | 1993年5月5日   | パワーデイクター   | 牡7  | 船橋 | 1:59.8 | 田部和廣   | 矢熊壽     | 潤間力夫                             |
| 第4回  | 1994年5月20日  | サクラハイスピード | 牡7  | 船橋 | 1:59.3 | 佐藤隆     | 川島正行   | 全尚烈                               |
| 第5回  | 1995年5月17日  | ヤマノセイコー     | 牡6  | 船橋 | 1:58.2 | 石崎隆之   | 鈴木茂樹   | 山口明彦                             |
| 第6回  | 1996年5月8日   | マキバサイレント   | 牝5  | 船橋 | 2:00.4 | 石崎隆之   | 北川亮     | 新田知也                             |
| 第7回  | 1997年10月8日  | グランプリクン     | 牡4  | 浦和 | 2:02.8 | 石崎隆之   | 野口孝     | 角田哲男                             |
| 第8回  | 1998年12月30日 | キタサンシーズン   | 牡6  | 川崎 | 2.00.0 | 佐藤隆     | 村田六郎   | （有）大野商事                       |
| 第9回  | 2000年1月26日  | マキバスナイパー   | 牡6  | 船橋 | 2:00.2 | 左海誠二   | 北川亮     | 新田知也                             |
| 第10回 | 2000年12月26日 | ナショナルスパイ   | 牡7  | 大井 | 1:59.4 | 桑島孝春   | 高橋三郎   | 大志総合企画（株）                   |
| 第11回 | 2001年11月7日  | ロイヤルエンデバー | 牡3  | 浦和 | 1:59.3 | 繁田健一   | 川島和美   | 脇山久美子                           |
| 第12回 | 2002年12月18日 | ゴールデンイースト | 牡5  | 川崎 | 2:00.8 | 森下博     | 三橋三吉   | 福山正幸                             |
| 第13回 | 2003年12月24日 | ファイブビーンズ   | 牡6  | 船橋 | 2:00.8 | 内田博幸   | 川勝歩     | 小暮二三男                           |
| 第14回 | 2004年10月13日 | モエレトレジャー   | 牡3  | 川崎 | 1:58.4 | 金子正彦   | 足立勝久   | 中村和夫                             |
| 第15回 | 2005年10月19日 | ケイアイミリオン   | 牡7  | 大井 | 1:58.1 | 山田信大   | 中村護     | 亀田守弘                             |
| 第16回 | 2006年10月11日 | ナイキアディライト | 牡6  | 船橋 | 2:00.8 | 内田博幸   | 川島正行   | 小野スミ                             |
| 第17回 | 2007年10月17日 | トーセンジョウオー | 牝6  | 船橋 | 2:00.8 | 内田博幸   | 川島正行   | 島川隆哉                             |
| 第18回 | 2008年10月15日 | クレイアートビュン | 牡4  | 浦和 | 2:02.3 | 的場文男   | 小久保智   | 福永實                               |
| 第19回 | 2009年10月14日 | ブルーラッド       | 牡3  | 川崎 | 2:02.0 | 戸崎圭太   | 足立勝久   | 黛大介                               |
| 第20回 | 2010年10月13日 | ドリームトレジャー | 牡5  | 船橋 | 2:00.8 | 本多正賢   | 佐々木功   | 中原哲郎                             |
| 第21回 | 2011年10月19日 | ボランタス         | 牡7  | 川崎 | 2:02.3 | 山崎誠士   | 山崎尋美   | 齊藤四方司                           |
| 第22回 | 2012年10月10日 | トーセンアレス     | 牡5  | 浦和 | 2:01.6 | 張田京     | 小久保智   | 島川隆哉                             |
| 第23回 | 2013年10月23日 | ガンマーバースト   | 牡6  | 船橋 | 2:01.7 | 森泰斗     | 出川克己   | 池谷誠一                             |
| 第24回 | 2014年10月8日  | マイネエレーナ     | 牝6  | 浦和 | 2:00.3 | 御神本訓史 | 小久保智   | （株）サラブレッドクラブ・ラフィアン |
| 第25回 | 2015年10月28日 | カキツバタロイヤル | 牡9  | 船橋 | 2:02.0 | 中野省吾   | 凾館一昭   | 佐野恒久                             |
| 第26回 | 2016年10月19日 | タイムズアロー     | 牡8  | 船橋 | 2:02.0 | 西村栄喜   | 川島正一   | （有）社台レースホース               |
| 第27回 | 2017年10月18日 | カンムル           | 牡3  | 浦和 | 2:01.9 | 左海誠二   | 小久保智   | 山口裕介                             |
| 第28回 | 2018年10月24日 | トーセンデューク   | 牡7  | 浦和 | 1:59.8 | 森泰斗     | 小久保智   | 島川隆哉                             |
| 第29回 | 2019年10月9日  | ディアデルレイ     | 牡8  | 船橋 | 1:59.2 | 本田正重   | 川島正一   | （有）キャロットファーム             |
| 第30回 | 2020年10月21日 | タービランス       | 牡7  | 浦和 | 1:59.8 | 笹川翼     | 水野貴史   | 泉俊二                               |
| 第31回 | 2021年10月20日 | タービランス       | 牡8  | 浦和 | 2:09.0 | 笹川翼     | 水野貴史   | 泉俊二                               |
| 第32回 | 2022年10月19日 | ライトウォーリア   | 牡5  | 川崎 | 2:08.9 | 矢野貴之   | 内田勝義   | （有）キャロットファーム             |
| 第33回 | 2023年10月18日 | ジョエル           | 牡5  | 船橋 | 2:08.0 | 所蛍       | 張田京     | 島川隆哉                             |
| 第34回 | 2024年10月23日 | ナニハサテオキ     | 牡5  | 浦和 | 2:09.1 | 森泰斗     | 平山真希   | （株）目黒牧場                       |

- 2000年以前は旧馬齢表記。

出典：南関東4競馬場公式「埼玉新聞栄冠賞競走優勝馬」https://www.nankankeiba.com/win_uma/37.do